# Cologne Game Lab
Das Cologne Game Lab (CGL) wurde 2010 von Björn Bartholdy und Gundolf S. Freyermuth gegründet und ist seit 2013 ein Institut der Fakultät für Kulturwissenschaften an der TH Köln. Kooperationspartner sind die Internationale Filmschule Köln, die Stadt Köln sowie Partner aus Industrie und Forschung.
Im Fokus des CGL stehen die Aus- und Weiterbildung im Bereich Games, Spieleentwicklung und Game-Design. Weitere Schwerpunkte sind die Erforschung und Entwicklung nicht-linearer Erzählstrukturen – von digitalen Spielen bis zu interaktiven Film- und TV-Konzepten. Das CGL bietet einen Bachelor-Studiengang und drei Master-Studiengänge im Bereich digitaler Spiele an. Die Unterrichtssprache ist Englisch. Neun Professoren unterrichten gegenwärtig rund 300 Studierende aus über 45 Nationen.

## Studienangebot
Seit 2010 betreibt das CGL erfolgreich den Masterstudiengang „Game Development & Research (M.A.)“ und bietet zudem seit dem Wintersemester 2014/2015 das Bachelorstudium „Digital Games (B.A.)“ an. Anschließend an das Bachelorstudium wird seit dem Wintersemester 2017/18 außerdem der konsekutive Masterstudiengang „Digital Games (M.A)“ angeboten. Zeitgleich wurde zudem erstmals der neue Masterstudiengang „3D Animation for Film & Games“ angeboten, der vom CGL in Kooperation mit der ifs internationale filmschule köln organisiert wird.
Das sieben-semestrige Bachelorprogramm „Digital Games“ bietet den Studierenden drei mögliche Vertiefungsrichtungen: Game Design, Game Arts und Game Informatics, die in Theorie und Praxis gelehrt werden. Projektorientiertes Lernen und transdisziplinäre Kollaborationen stehen sowohl im ersten gemeinsamen Studienjahr sowie in der Vertiefungs- und Spezialisierungsphase im Vordergrund. Der Studienbeginn ist einmal jährlich zum Wintersemester. Die Unterrichtssprache ist englisch. Die Bewerbungsphase beginnt jeweils am 1. Februar. Jährlich werden maximal 35 Studierende zugelassen, die in einer zweistufigen Bewerbungsphase ausgewählt werden.
Der vier-semestrige nicht-konsekutive Weiterbildungsmaster „Game Development and Research“ richtet sich vor allem an Designer, Autoren, Filmschaffende, Regisseure und „Kreative“ aus allen Bereichen. Im Zentrum des Studiums steht die Auseinandersetzung mit digitalen Spielen als neues Leitmedium zwischen Unterhaltung, Bildung und Kunst. In experimentellen Praxisprojekten werden die Möglichkeiten des künstlerischen Ausdrucks im Spannungsfeld zwischen Spielmechanik und Storytelling erforscht und deren Wirkungsweise analysiert.
Der Studienbeginn ist einmal jährlich zum Wintersemester. Die Unterrichtssprache ist englisch. Die Bewerbungsphase beginnt jeweils am 1. Februar. Jährlich werden maximal 15 Teilnehmer zugelassen, die in einer zweistufigen Bewerbungsphase ausgewählt werden.
Der Master of Arts in „Digital Games“ ist ein Vollzeitstudium, das auf drei Semester ausgelegt ist. Es bietet den Studierenden die Möglichkeit, ein eigenständiges künstlerisches oder wissenschaftliches Projekt während des Studiums zu verwirklichen. Die Studierenden müssen aus drei Disziplinen der Spieleentwicklung ihren Schwerpunkt wählen: Game Arts, Game Design, Game Programming. In den ersten beiden Semestern besuchen sie Kurse entsprechend ihrer Schwerpunkte und darüber hinaus zu Media & Game Studies. Im dritten und abschließenden Semester können sie sich vollständig auf ihr eigenes Projekt konzentrieren.
Das viersemestrige Masterprogramm in „3D Animation for Film & Games“ wird in Kooperation vom CGL zusammen mit der ifs internationale filmschule köln angeboten. Es bietet Studierenden die Möglichkeit ihrer Karriere in der Medienindustrie zu verfolgen und gleichzeitig ihre Expertise in 3D Animation in Bereichen wie Design, Technologie und Dramaturgie in einem akademischen Umfeld zu erweitern. Die Hauptinhalte des Studiums sind das Design und die Erstellung unterschiedlichster Animationsprojekte für Film, digitale Spiele oder immersive Technologien. Darüber hinaus wird den Studierenden die Fähigkeit vermittelt ihre künstlerischen Projekte auf Basis theoretischer Grundlagen kritisch zu hinterfragen.

## Forschungsprojekte
Am Cologne Game Lab wird anhand einzelner Forschungsprojekte praxisorientiert geforscht. Gesellschafts- und geisteswissenschaftliche Erkenntnisse sowie technologische  Entwicklungen aus dem Gamesbereich, werden bei der Forschung am Cologne Game Lab in einem hybriden Ansatz zusammengeführt. Auf diesem Wege werden digitale Spiele nicht aufgrund von ökonomischen Faktoren, sondern auf der Grundlage von wissenschaftlichen Methoden konzipiert und realisiert.
Das Projekt ´Airtime VR´ (2017–2020) ist eine Virtual-Reality-Simulation, die angehenden Gleitschirmpiloten beim Erlernen von Flugroutinen unterstützen soll. Neben der regulären Praxis führt der Simulator in die Grundlagen der Flugmechanik ein und vermittelt den Anwendern fortgeschrittene luftspezifische sowie topographische Kenntnisse. Durch die Mischung von Theorie und Praxis, werden Gleitschirmpiloten ideal auf ihre Ausbildung vorbereitet.
Anlässlich des 100-jährigen Jübiläums des Bauhauses hat das Cologne Game Lab in Zusammenarbeit mit dem Goethe-Institut Boston das Projekt ´Virtual Bauhaus´ (2018/19), eine weltweit zugängliche VR-Anwendung, entwickelt, die einen virtuellen Rundgang durch das Bauhaus in Dessau ermöglicht. Ziel des Projekts ist es, den Besuchern, durch ein zeitgenössisches Medium, die Bedeutung eines der wesentlichsten kulturellen Vermächtnisse Deutschlands näher zu bringen.
Ein weiteres Forschungsprojekt am Cologne Game Lab ist das Projekt ´Literalität des Spiel(en)s´ (2018–2019). Dieses Forschungsprojekt verfolgt das Ziel, die Kompetenz zu digitalen, analogen und hybriden Spielen und Spielen zu ermitteln und ein Workshop-Format zu entwickeln, wo diese Kompetenzen praktisch vermittelt werden. Es soll auf den Wunsch nach Medienkompetenz im Bereich verschiedener Spielweisen eingegangen werden.

## Veranstaltungen

### Clash of Realities (CoR)
Das Cologne Game Lab veranstaltet zusammen mit dem Institut für Medienforschung und Medienpädagogik der TH Köln und Electronic Arts die jährliche Clash of Realities (CoR), eine wissenschaftliche Konferenz über Computerspiele und ihre soziale, mediale und ästhetische Bedeutung.

### Global Game Jam (GGJ)
Das Cologne Game Lab veranstaltet seit 2010 ein jährliches Game Jam unter den Namen Global Game Jam (GGJ), indem es die Räume der Köln International School of Design (KISD) für teilnehmende Gruppen zur Verfügung stellt und die Aktivitäten der anwesenden Teilnehmer koordiniert.